# Roberto Conti
Roberto Conti (Faenza, 16 dicembre 1964) è un ex ciclista su strada italiano.
Professionista dal 1986 al 2003, conta una vittoria di tappa al Tour de France il 19 luglio del 1994 e l'affermazione nella classifica giovani del Giro d'Italia 1987.

## Carriera
Passato professionista nel 1986, si fece notare per le sue qualità di passista scalatore già l'anno successivo dove arrivò quindicesimo nella classifica finale del Giro d'Italia e si aggiudicò la maglia bianca di miglior giovane. Negli anni successivi divenne un uomo squadra, diventando uno dei più fidati gregari di Marco Pantani alla Mercatone Uno. Sul finire della carriera diede un valido contributo anche alla causa di Mario Cipollini.
Nel suo palmarès vanta due vittorie, l'affermazione nella tappa con arrivo all'Alpe d'Huez al Tour de France 1994, dove finì sesto in classifica generale, ed il Giro di Romagna del 1999.
Concluse la sua lunga carriera nel 2003, sacrificandosi ancora una volta per Marco Pantani in quello che rimarrà l'ultimo anno da professionista del "Pirata", lavorando per lui soprattutto al Giro d'Italia. Proprio al Giro d'Italia Conti è legato in maniera particolare: ha preso parte a ben 16 edizioni della corsa rosa concludendola 14 volte; colse il miglior piazzamento nel 1992 arrivando nono. Diverse sono state anche le sue partecipazioni al Tour de France, corso in 11 occasioni e terminato 8 volte, con due piazzamenti tra i primi dieci nella generale (sesto nel 1994 e decimo nel 1997).
Contrariamente a quanto si crede, Roberto Conti non è cugino di Davide Cassani, ex CT della nazionale italiana maschile élite di ciclismo su strada: sono cugine la madre di Conti e la madre di Cassani.

## Palmarès
- 1994

16ª tappa Tour de France (Valréas > Alpe d'Huez)
- 1999

Giro di Romagna

### Altre vittorie
- 1987

Classifica giovani Giro d'Italia

## Piazzamenti

### Grandi giri
- Giro d'Italia

1986: 28º
1987: 15º
1988: 33º
1989: 12º
1990: 29º
1991: 42º
1992: 9º
1993: non partito (19ª tappa)
1994: 19º
1995: 89º
1996: ritirato
1997: 18º
1998: 29º
2000: 44º
2001: 55º
2002: 79º
2003: 56º
- Tour de France

1990: 18º
1991: 29º
1992: 84º
1993: 14º
1994: 6º
1995: ritirato
1996: ritirato
1997: 10º
1998: 60º
1999: ritirato
2000: 16º
- Vuelta a España

2001: 23º

### Classiche
- Milano-Sanremo

1987: 153º
- Giro di Lombardia

1999: 45º